# Getamej
Getamej (en arménien Գետամեջ ; jusqu'en 1948 Ketran) est une communauté rurale du marz de Kotayk, en Arménie. Elle compte 670 habitants en 2008.